# Adoretus dissidens
Adoretus dissidens är en skalbaggsart som beskrevs av Louis Albert Péringuey 1902. Adoretus dissidens ingår i släktet Adoretus och familjen Rutelidae. Inga underarter finns listade i Catalogue of Life.